# Brighton-Le-Sands, New South Wales
Brighton-Le-Sands este o suburbie în Sydney, Australia.

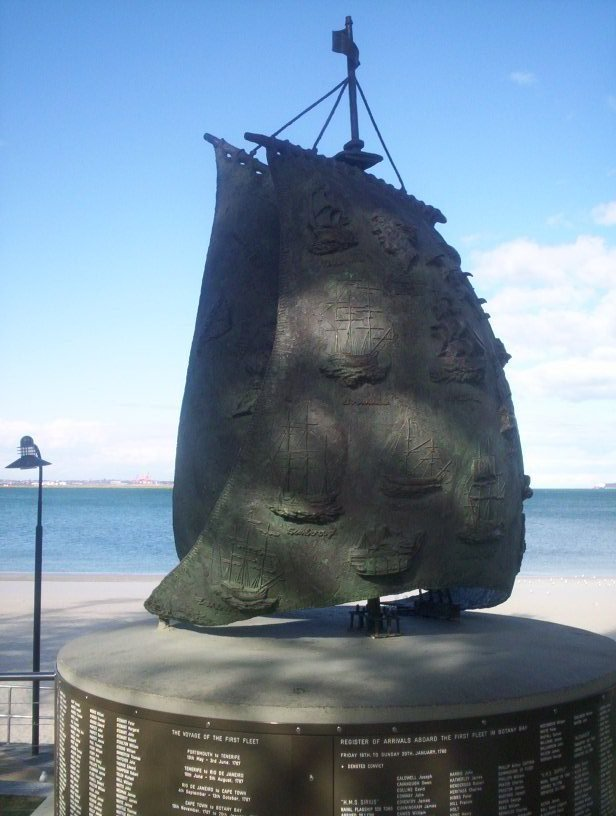
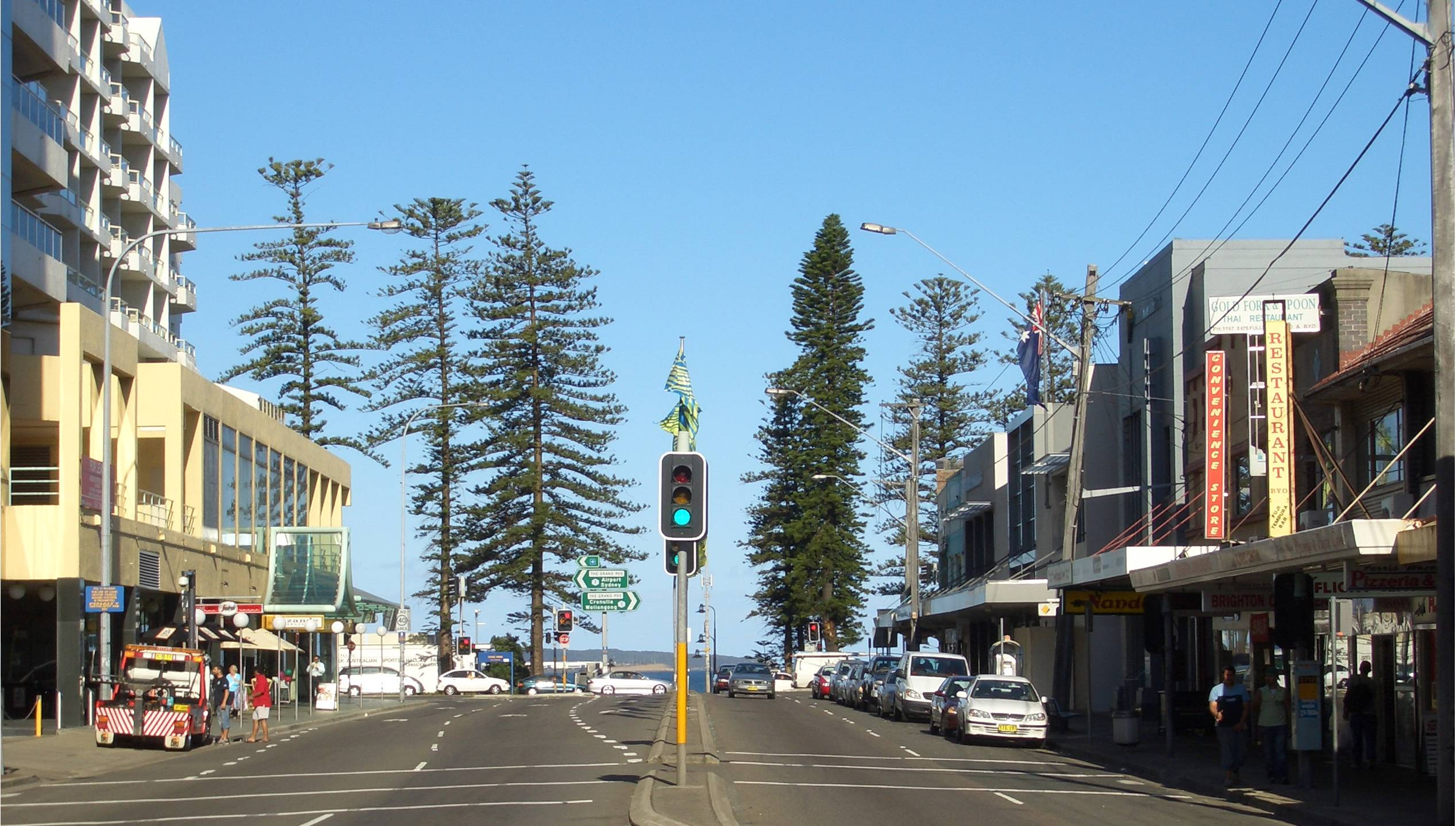
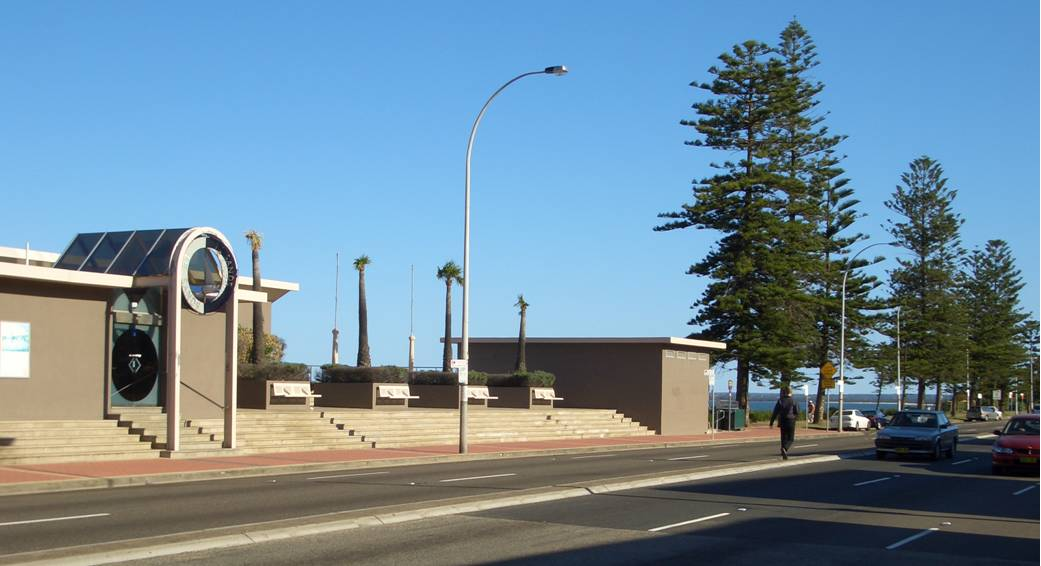